# 亞歷山德拉山
78°0′S 163°50′E / 78.000°S 163.833°E
亞歷山德拉山（英語：Mount Alexandra），是南極洲的山峰，位於維多利亞地的斯科特海岸，屬於丹頓山脈的一部分，海拔高度1,274米，由新西蘭地理委員會命名，以植物學家命名。